# Tilsworth
Tilsworth è un paese di 420 abitanti della contea del Bedfordshire, in Inghilterra.